# Brûlebois
Pour la femme politique française, voir Danielle Brulebois.
Brûlebois est un roman français de Marcel Aymé publié en 1926 aux Cahiers de France à Poitiers.

Il obtient le prix Corrard de la Société des Gens de Lettres.

## Résumé
Le roman se situe en France dans une petite ville de province (manifestement Dole en Franche-Comté). L’action du roman débute le 11 novembre 1918 et nous décrit la vie du clochard Brûlebois, avec son protecteur et ami, « La Lune », un marginal qui lui sera fidèle et le soutiendra jusqu’à sa mort.

## Éditions
- Brûlebois, Poitiers, Cahiers de France, 1926.
- Brûlebois, Paris, Gallimard, 1930.